# Fred (football, 1979)
Pour les articles homonymes, voir Carreiro et Silva.
Helbert Frederico Carreiro da Silva, surnommé Fred est un footballeur brésilien, né le 18 août 1979 au Belo Horizonte. Il évolue au poste de milieu de terrain avant de devenir entraîneur.

## Biographie
Il a joué au D.C. United après avoir joué pour le club australien de Melbourne et les clubs brésiliens du Tupi Futebol Clube, de l'América Futebol Clube et du Guarani Futebol Clube.
Le 20 mars 2014, l'Union de Philadelphie annonce le retour de Fred.